# Голенин-Ростовский, Андрей Андреевич
Князь Андрей Андреевич Голенин-Ростовский по прозвищу Нюнка, в монашестве Парфений – воевода  на службе у удельных князей Фёдора Борисовича Волоцкого и Ивана Борисовича Рузского, затем у удельного князя Юрия Ивановича Дмитровского, в конце жизни монах Иосифо-Волоцкого монастыря.

## Биография
Рюрикович в XXI колене, один из князей Голениных-Ростовских происходивших от владетельных князей Ростовских. Младший из троих сыновей князя Андрея Фёдоровича Голенина-Ростовского.
Находясь на службе у юных удельных князей Волоцких, участвовал, как воевода в военных компаниях, проводимых Великими московскими князьями, 2-й воеводой Большого полка во время немецкого похода на Выборг (1495), 2-й воевода большого полка во время похода русской армии из Ржева на Литву (1502). Служа уже у Юрия Ивановича Дмитровского 2-й воевода полка Правой руки при Литовском походе на Смоленск (1508).
В конце своей жизни князь Андрей Андреевич постригся в монахи под именем Парфения в Иосифо-Волоцком монастыре. Сведения о его достойном поведении в монашестве сохранились в житии Иосифа Волоцкого.